# Ordem de São Fernando e do Mérito
A Ilustre Real Ordem de São Fernando e do Mérito foi uma ordem de cavalaria do extinto Reino das Duas Sicílias.
Foi criado em 1 abril de 1800 por Fernando IV de Nápoles e III da Sicília para recompensar os homens que realizaram obras importantes e deram prova de lealdade para com o Chefe da Casa Real e da Família Real.

## Categorias
As categorias que integram esta Ordem são:
- Cavaleiros de Grã-Cruz, com faixa, cruz e platina;
- Cavaleiros Comendadores, com fita de pescoço e cruz;
- Cavaleiros, com fita e cruz para os botões.

|           |                      |                       |
| Cavaleiro | Cavaleiro Comendador | Cavaleiro de Grã-Cruz |

A decoração é formada por um escudo redondo de ouro com a imagem de São Fernando, cercado por uma placa redonda azul esmaltada com a inscrição "FIDEI ET MERITO", ladeado por seis raios dourados cercado por seis lírios esmaltados brancos. A fita é azul e debruado de vermelho escuro.